# Латиница
Латинската азбука, наричана още латиница, е най-широко използваната днес азбучна писменост в света. Тя възниква на основата на азбуката от Куме, западна разновидност на гръцката, която е заета и модифицирана от етруските, а след това е адаптирана от римляните за писане на техния латински език.
През Средновековието латиницата претърпява известни промени и започва да се използва в повечето европейски езици. Формата на отделните букви също еволюира с времето, като възникват малките букви, неизвестни през Античността. С настъпването на епохата на европейската колонизация и християнското мисионерство латинската азбука се разпространява и сред местните жители на Америка, Австралия, Австронезия, Източна Азия и Африка.
В наши дни терминът „латиница“ се използва за всички азбуки, произлезли от първоначалната римска писменост, обхващайки множество писмени системи. Някои от тях не използват някои от класическите букви, а други добавят новосъздадени. Адаптирането на латиницата към фонетичните нужди на много разнородни езици става с широкото използване на диакритични знаци, а също и на лигатури.

## История

### Възникване и класически период
Вижте също Азбука: История и разпространение за историята на азбуките, от които води началото си латинската азбука.
Смята се, че писмеността на римляните произлиза от азбуката от Куме, западен вариант на гръцката азбука, използван в Магна Греция. Гръцката азбука от своя страна представлява адаптация на по-древната финикийска азбука. Азбуката от Куме първоначално е възприета с известни изменения от етруските, а около VII век пр.н.е. е възприета и от римляните, отново с някои промени. Първоначално латиницата включва 21 от 26-те етруски букви.
Буквата C е западна форма на гръцката гама, но се използва както за звука /ɡ/, така и за /k/, може би под влияние на етруския език, в който отсъстват звучни преградни съгласни. По-късно, вероятно през III век пр.н.е., буквата Z, която не се използва при писане на латински, е заменена с новообразуваната буква G – C, допълнено с малка вертикална линия. Оттогава с G се изписва звучната съгласна /ɡ/, докато C остава за беззвучната /k/. Буквата K се използва рядко, в отделни думи, като KALENDAE, и често като взаимозаменяема с C.
След завладяване на Древна Гърция от римляните през I век пр.н.е., те приемат от гръцката азбука Y, а буквата Z е възприета повторно, като тези две букви биват поставени в края на азбуката. Това става, за да се улесни транскрипцията между двата езика, както и изписването на гръцки заемки на латински. Император Клавдий прави опит да добави към азбуката три нови Клавдиеви букви, но те скоро са изоставени. Така класическата латинска азбука включва 23 букви:
| Буква              | A    | B     | C     | D     | E     | F            | G        | H      |
| ------------------ | ---- | ----- | ----- | ----- | ----- | ------------ | -------- | ------ |
| Наименование       | ā    | bē    | cē    | dē    | ē     | ef           | gē       | hā     |
| Произношение (IPA) | /aː/ | /beː/ | /keː/ | /deː/ | /eː/  | /ef/         | /geː/    | /haː/  |
|                    |      |       |       |       |       |              |          |        |
| Буква              | I    | K     | L     | M     | N     | O            | P        | Q      |
| Наименование       | ī    | kā    | el    | em    | en    | ō            | pē       | qū     |
| Произношение (IPA) | /iː/ | /kaː/ | /el/  | /em/  | /en/  | /oː/         | /peː/    | /kʷuː/ |
|                    |      |       |       |       |       |              |          |        |
| Буква              | R    | S     | T     | V     | X     | Y            | Z        |        |
| Наименование       | er   | es    | tē    | ū     | ex    | ī Graeca     | zēta     |        |
| Произношение (IPA) | /er/ | /es/  | /teː/ | /uː/  | /eks/ | /iː ˈgrajka/ | /ˈzeːta/ |        |

Латинските наименования на някои от буквите са спорни, но по принцип римляните, за разлика от гърците, не използват традиционните имена на буквите, които още от финикийската азбука имат семитски произход. Имената на съгласните се образуват с добавяне на /eː/ към съответния им звук (изключение са K и Q, при които се използват други гласни, за да се разграничат от C), а имената на гласните се състоят или от самия звук, или от звука, предшестван от /e/. При добавянето си в азбуката буквата Y вероятно е наричана hy /hyː/, както на гръцки (по това време още не се използва наименованието ипсилон), но с времето името се променя на i Graeca („гръцко и“), тъй като за латиноезичните е трудно да отличат чуждия звук /y/ от обичайния /i/. След повторното въвеждане на буквата Z за нея се използва нейното гръцко име зета.
В ежедневната практика през Античността латиницата се изписва ръкописно в лични писма и търговска документация, от учениците, учещи се да пишат, и дори в заповедите на императорите със староримски курсив, състоящ се само от главни букви. Съществува и по-официален стил, известен като капиталис монументалис, но курсивът остава масово използван поне от I век пр.н.е. до III век.

### По-късно развитие
През Късната Античност от староримския курсив се развива използваният широко през III – VIII век унциал. През същия период, III – VII век, в употреба навлиза и новоримския курсив, в който за пръв път в латиницата се разграничават главни и малки букви, като се появяват съвременните форми на буквите a, b, d и e. На неговата основа през Ранното Средновековие възникват меровинският и каролингският минускул.
Старите латински букви продължават да се използват за официални надписи и за подчертаване на думи и изрази в писмени документи. И днес в езиците, които използват латинската азбука, главните букви обикновено се поставят в началото на изречения и абзаци или като първи букви на собствени имена. Правилата за писане на главна буква се променят с течение на времето и в различните езици има различни правила за писане на главна буква. В староанглийския, например, всички съществителни са били писани с начална главна буква, както е в съвременния немски език.
През Средновековието биват добавени още три букви: J (представяща несричкотворно I) и U и W (за да се различават от V).

### Разпространение
Латинската азбука се разпространява заедно с латинския език от Италия в страните около Средиземно море по време на експанзията на Римската империя. В източната половина на Римската империя, включваща Гърция, Мала Азия, Близкия изток и Египет, продължават да използват гръцкия като lingua franca, а латинският е широко разпространен в западната половина на империята и западнороманските езици, включващи испански, френски, каталонския, португалския и италианския, произхождащи от латинския, продължават да използват латинската азбука. Латинската азбука се разпространява сред германските народи в северна Европа с разпространението на западното християнство, измествайки по-ранните рунически азбуки. По време на Средновековието латинската азбука започва да се използва сред западните славяни, включващи поляци, чехи и словаци, както и сред част от южните славяни, а именно хървати и словенци, заедно с приемането на римокатолицизма (останалите южни, както и източните славяни приемат източното православие и кирилицата). Балтийските народи литовци и латвийци, както и не-индоевропейските фини, естонци и унгарци, също възприемат латинската азбука.
Към 1492 г. използването на латинската азбука е ограничено, предимно сред народите от западна и централна Европа. Източно-православните славяни в източна и южна Европа използват най-вече кирилицата, а гръцката азбука се използва все още от говорещите гръцки език в източното Средиземноморие. Арабската азбука е разпространена сред ислямските народи – както сред арабските, така и сред не арабските, като турци и иранци. Останалата по-голяма част от Азия използва или различни азбуки брахми или китайската писменост.
През изминалите 500 години латинската азбука се разпространява по целия свят. Разпространява се в Северна и Южна Америка, Австралия и части от Азия, Африка и Океания по време на европейската колонизация, с испанския, португалския, френския, английския и холандския език. В средата на XIX век румънците приемат латинската азбука (макар че румънският да е романски език, румънците са предимно източно православни християни и до XIX век използват кирилицата). Във Виетнам, по време на френското владичество, приемат латинската азбука за писане на виетнамски, като преди това е използвана китайската писменост. Латинската азбука се използва за много австралонезийски езици, включително тагалог и други езици във Филипините, и официалните малайзийски и индонезийски език, измествайки използваните по-рано арабска азбука и азбука брахми. През 1928, като част от реформите на Кемал Ататюрк в Турция, за турския език е приета латинската азбука, която измества арабската азбука. Повечето неславянски и нехристиянски народи в СССР, като например татари, башкири, азери, казахи, киргизи и т.н. през 1930-те години използват унифицираната тюркска азбука. По-късно тя бива пригодена не само за тюркски народи. През 1940-те години обаче тази азбука бива заменена с кирилица. След разпадането на Съветския съюз през 1991, няколко от новите независими тюркоезични републики приемат латиницата, която замества кирилицата. В Азърбайджан, Узбекистан и Туркменистан официално е приета латиницата съответно за азерски, узбекски и туркменски. През 1970-те в Китайската народна република е разработена официална транслитерация за мандарински китайски, наречена пинин, обаче използването на китайската писменост все още е преобладаващо.

## Букви в латиницата
| Главни букви (известни също като маюскюл) |   |   |   |   |   |   |   |   |   |   |   |   |
| A                                         | B | C | D | E | F | G | H | I | J | K | L | M |
| N                                         | O | P | Q | R | S | T | U | V | W | X | Y | Z |
| Малки букви (известни също като минускюл) |   |   |   |   |   |   |   |   |   |   |   |   |
| a                                         | b | c | d | e | f | g | h | i | j | k | l | m |
| n                                         | o | p | q | r | s | t | u | v | w | x | y | z |

### Други букви
В английски, френски и немски се използват т.нар. лигатури Æ и Œ и знакът ß, които в тези езици обикновено не се смятат за отделни букви, а за варианти съответно на AE, OE и ss. В тези езици и буквите, които имат диакритични знаци също не се смятат за отделни букви. Обаче в много други езици, които използват варианти на латиницата, буквите Æ и Œ, както и редица други букви с диакритични знаци, се смятат за отделни букви. Например, å, ä и ö се смятат за отделни букви в шведския.
Буквите Þ, Ð, Æ и Ƿ не са вече част от английската латиница, но са смятани за букви от латинската азбука в миналото, а с изключение на Ƿ се използват от исландския език.

## Използване в други езици
През многовековното си съществуване латиницата е приемана за използване от много нови езици, някои от които имат фонеми, които не са познати в езиците, използвали преди това тази азбука, поради което биват създадени диакритични знаци и, при необходимост, нови букви.

### Диакритични знаци
- седил в ç, първоначално малко z, писано под c (някога е означавало /ts/ в романските езици, сега означава „меко“ звучене на c пред a, o и u, напр. /s/ във френски façade и /θ/ в каталонски Barça); в турски и албански ç означава /t฻/ (ч).

- хачек („ченгелче“ или цевка) в č š ž (използван в някои славянски и в балтийските езици за отбелязване на палатализиран вариант на основната буква), в ǔ (използван в беларуски за отбелязване на съгласна, подобна на английското w).

- тилда в испански: ñ, в португалски: ã и õ, първоначално малко n, писано над буквата (някога използван за отбелязване елизията на n, сега обозначава назалност на основната буква). В естонски õ представя същия звук, който в немски се отбелязва с умлаут ö.

- остро ударение в á é í ó ú, в испански и други езици.

- тежко ударение в à è ì ò ù, във френски, италиански и други езици.

- циркумфлекс в гласните â ê î ô û, във френски, румънски и други езици, както и в съгласните ĉ ĝ ĥ ĵ ŝ в есперанто.

- умлаут в ä ö ü в немски и други езици (променя качеството на гласната). Първоначално този знак е писан като малко e над засегнатата гласна. В съвременния немски се приемат правописни варианти ae, oe и ue.
  - диерезис (визуално изглежда по същия начин, както и умлаутът) в ä ë ï ö ü в няколко езика (означава, че две последователни гласни не образуват дифтонг). В албанския ë предствлява звук, различен от e, близък до българското ъ.

- точка над буквата в ż, в полски и ė в литовски.

- опашчица в ą ę į ų в полски и литовски.

- чертичка над буквата в ā ē ī ō ū в латвийски. В ромаджи, японската латиница, също се използва този диакритичен знак за отбелязване на дълги гласни (вижте също Система на Хепбърн).

- двойно остро ударение в ő ű, в унгарски, представящо удължен вариант на гласните с умлаут ö и ü.

- знак за краткост в ă, в румънски и турски.

- запетая под буквата, използвана в ş и ţ, в румънски (често в шрифтовете се преобразува в седил, което не е оптимално). Използва се също в ķ ļ ņ ŗ в латвийски.

- i без точка (липса на диакритичен знак) в ı, използва се в турски.

Съществуват и други диакритични знаци и други приложения на описаните тук. Пълен списък ще намерите в Азбуки, произлезли от латиницата.

### Новообразувани букви
Буквата W е получена от две букви V или U. Тя е добавена през късната римска епоха за отбелязване на звук в германските езици. Първоначално U и J не се различават съответно от V и I.
В староанглийски са добавени буквите Æ (еш) æ, ð (ед) и руническите букви þ (торн) и ƿ (уин). По-късно ед и торн са заместени с th, а уин с новата буква w. В съвременната исландска азбука все още се използват торн и ед.
Допълнителните букви в немски са специално представени по-ранни лигатури (ae → ä, ue → ü или ſz → ß). Във френски се добавя циркумфлекс, за да се отбележи елизията на съгласни, които са съществували в по-ранните форми и могат да се открият например в думи с общ корен в съвременния английски (старофренски hostel → френски hôtel = английски hotel, късен латински pasta → среднофренски paste → английски paste → съвременен френски pâte, като в английски е заета както тази форма, така и първоначалната pasta от италиански).
Западнославянските езици, както и част от южнославянските езици използват латиницата, а не кирилицата, отражение на религията, изповядвана сред тези народи. В полския, например, се използват различни диакритични знаци и двубуквени съчетания за отбелязване на особени фонетични стойности, както и ł – за звук, подобен на w. В чешки се използват диакритични знаци, като напр. в Dvořák — терминът хачек (ченгелче) произлиза от чешки. В хърватската и сръбската латиница се използва хачек, наричан квачица, в č, š, ž, остро ударение в ć и пресечна чертичка в đ. В езиците на източноправославните славяни се използва кирилица, която е много по-близка до гръцката азбука. В сръбски се използват две азбуки – кирилица и латиница.
Африканският език хауса използва три допълнителни букви за съгласни: ɓ, ɗ и ƙ, които съответно са варианти на b, d и g, използвани от езиковедите за представяне на някои звукове, подобни на тези съгласни.

## Латиницата като международна азбука
Понастоящем латинската азбука е позната на почти всички хора на Земята, които могат да четат – тя се изучава от всички ученици както на уроците по математика, така и на уроците по чужди езици (нека да споменем, че за много езици латинската азбука е родна), поради което тя де-факто е „азбуката на международното общуване“. На латинската азбука са базирани и изкуствените езици, в частност, есперанто, интерлингва, идо и други.
За всички езици с нелатинска писменост съществуват също така системи за запис с латиница (романизация) – даже ако чужденец не знае да чете правилно, по-лесно му е да си има работа с познатите латински букви, отколкото с непознатите му местни знаци. В редица страни спомагателното писане с латиница е стандартизирано и децата го изучават в училище (в Япония, Китай, Южна Корея).
Писането на латиница в редица случаи е продиктувано от технически трудности: международните телеграми винаги са се писали на латиница; в мрежата Интернет може да се срещнат записи на руски, български, гръцки език на латиница вследствие например на факта, че клиентският компютър не поддържа съответната азбука (вж. шльокавица).
Нееднократно е повдигана идеята за преминаване на всички езици към латиница. Например, привърженик на глобалната латинизация е известният датски лингвист Ото Йесперсен.

## Азбучен ред в различните езици
Азбуките, произлезли от латиницата имат различни правила за подреждане по азбучен ред:
- Във френски и английски буквите с диерезис (ä, ë, ï, ö, ü, ÿ) обикновено се третират както и техните варианти без диакритичен знак. Ако две думи във френски се различават само по ударението, то тази с ударението се нарежда след думата без ударение. (Обаче в стандарта Unicode 3.0  Архив на оригинала от 2005-05-18 в Wayback Machine. се посочва по-сложно правило за традиционно френско сортиране на буквите с ударение).
- В немската азбука буквите с умлаут (Ä, Ö, Ü) се третират като своите варианти без умлаут, а ß винаги се сортира като ss. Азбучният ред в немски е например: Arg, Ärgerlich, Arm, Assistent, Aßlar, Assoziation. За телефонните указатели и подобни списъци с имена, буквите с умлаут се сортират като двубуквените съчетания ae, oe, ue. Там азбучният ред е, например: Udet, Übelacker, Uell, Ülle, Ueve, Üxküll, Uffenbach.
- В шведската азбука W се смята за вариант на V, а не за отделна буква. Обаче се разпознава и поддържа в имена като William. Азбуката има три допълнителни букви за гласни, разположени накрая (..., X, Y, Z, Å, Ä, Ö). Във финския се използва същата азбука със същите правила за подреждане по азбучен ред.
- В датската и норвежката азбука също има три подобни допълнителни букви, но с различно начертание и в различна последователност (..., X, Y, Z, Æ, Ø, Å). Също така Aa се подрежда по азбучен ред като съответствие на Å. В датската азбука по традиция W се смята за вариант на V, но в съвременността W вече се приема за отделна буква.
- Във фарьорската азбука също има някои от тези допълнителни букви, а именно Æ и Ø. Освен това в нея се използва и буквата Ð, която следва след D. Пет от шестте гласни A, I, O, U и Y могат да имат ударения и се считат за отделни букви. Буквите за съгласни C, Q, X, W и Z не са включени в азбуката. Следователно, първите пет букви от азбуката са A, Á, B, D и Ð, а последните пет са V, Y, Ý, Æ, Ø.
- В някои езици има по-сложни правила за подреждане по азбучен ред: например, испанската азбука третира до 1997 „CH“ и „LL“ като единични букви, а азбучния ред е, например: CINCO, CREDO, CHISPA и LOMO, LUZ, LLAMA. От 1997 г. обаче това правило вече не е валидно, тъй като Испанската кралска академия прие по-удобни правила и сега LL се подрежда между LK и LM, а CH – между CG и CI. Единствената особеност при сортиране на испански е Ñ (eñe), която се смята за отделна буква след N.
- В уелски също има сложни правила: буквосъчетанията CH, DD, FF, NG, LL, PH и TH се смятат за единични букви и всяко се нарежда след буквата, която е първа в буквосъчетанието, с изключение на NG, което се нарежда след G. Обаче ситуацията се усложнява от тези буквосъчетания, които невинаги представляват единична буква. Например, ето няколко думи подредени в азбучен ред: LAWR, LWCUS, LLONG, LLOM, LLONGYFARCH: последната от тези думи е получена чрез сливане на LLON и GYFARCH, и, за разлика от LLONG, не съдържа буквата NG.
- В холандски буквосъчетанието IJ (представяно и като Ĳ) в миналото се е сортирало като Y (а понякога и като отделна буква Y < IJ < Z), но понастоящем се сортира предимно като 2 отделни букви (II < IJ < IK). Изключение правят телефонните указатели: там IJ винаги се сортира като Y, понеже в много холандски фамилии Y се използва на място, където от съвременния правопис се изисква IJ. Думи, които започват с ij, когато трябва да се пишат с главна буква, освен главно I, се пише и главно J, напр. град IJmuiden и реката IJssel.
- В унгарски има ударения, умлаути и двойни ударения. Ударенията се пренебрегват при подреждане по азбучен ред, а двойните ударения, които означават дължина на гласна с умлаут, се третират като умлаути.
- В исландски е добавен Þ, а след D следва Ð.
  - И двете букви са използвани от англосаксонските книжовници, които са използвали и руническата буква уин за отбелязване на /w/.
  - Þ (торн) също е руническа буква.
  - Ð (ед) е получен от буквата D чрез добавяне на чертичка.
- В полски, типичните полски букви, произлезли от латинската азбука, се нареждат след оригиналите си: A, Ą, B, C, Ć, D, E, Ę, ..., L, Ł, M, N, Ń, O, Ó, P, ..., S, Ś, T, ..., Z, Ź, Ż.
- В чешки и словашки, гласните с ударения имат второстепенно тегло при сортиране, в сравнение с другите букви те се третират като формите без ударение (A-Á, E-É-Ě, I-Í, O-Ó-Ô, U-Ú-Ů, Y-Ý), но след това те се сортират след буквите без ударение (напр. правилният азбучен ред е baa, baá, báa, bab, báb, bac, bác, bač, báč). Съгласните с хачек имат стойност на отделни букви и се нереждат непосредствено след своите двойници без диакритични знаци, с изключение на Ď, Ň и Ť, които имат второстепенно тегло при сортиране. CH се смята за отделна буква и се нарежда между H и I. В словашки DZ и DŽ също се смятат за отделни букви и мястото им е между Ď и E (A-Á-Ä-B-C-Č-D-Ď-DZ-DŽ-E-É…).
- В есперанто съгласните с циркумфлекс (ĉ, ĝ, ĥ, ĵ, ŝ), както и ŭ (u със знак за краткост), се смятат за отделни букви и се сортират отделно (c, ĉ, d, e, f, g, ĝ, h, ĥ, i, j, ĵ ... s, ŝ, t, u, ŭ, v, z).
- В румънски специалните букви, произлезли от латинските, се нареждат след своите оригинали: A, Ă, Â, ..., I, Î, ..., S, Ş, T, Ţ, ..., Z.
- В татарски има 9 допълнителни букви. 5 от тях са за гласни, образуващи двойки с буквите за основните гласни, по признак твърди-меки: a-ä, o-ö, u-ü, í-i, ı-e. Останалите четири са за съгласни: ş е ш, ç е ч, ñ е нг, а ğ е гх.
- В хърватски, сръбски и свързаните с тях южнославянски езици, петте букви с диакритични знаци, както и двете буквосъчетания, се сортират като отделни букви, след своите оригинали: ..., C, Č, Ć, D, DŽ, Đ, E, ..., L, LJ, M, N, NJ, O, ..., S, Š, T, ..., Z, Ž.
- В тагалог и другите езици във Филипините буквата Ng се смята за отделна буква. Също така производните букви (като например Ñ), следват основната буква. В тагалог се използват ударения и други диакритични знаци, но те имат ограничена употреба (с изключение на тилдата).

В многоезикова среда, без предпочитание към даден език или азбука, може да се използва алгоритъм за сортиране по Unicode.

### Български системи за писане на латиница
- Транслитерация на български имена с латиница (1956)
- Обтекаема система
- Конвенция на западните слависти
- Шльокавица